# Smerinthulus flavomaculatus
Smerinthulus flavomaculatus är en fjärilsart som beskrevs av Inoue 1990. Smerinthulus flavomaculatus ingår i släktet Smerinthulus och familjen svärmare. Inga underarter finns listade i Catalogue of Life.